# Biển Hoa Đông
Biển Hoa Đông là một biển thuộc Thái Bình Dương và nằm về phía đông của Trung Quốc đại lục. Tại Trung Quốc, biển này được gọi là Đông Hải. Ở Hàn Quốc, vùng biển này đôi khi được gọi là Nam Hải, nhưng từ này thường chỉ dùng để chỉ vùng biển gần bờ ở phía nam Hàn Quốc.

## Tên gọi
Tên gọi "Biển Hoa Đông" trong tiếng Việt gồm hai yếu tố là "biển" và "Hoa Đông", có nghĩa là "biển ở miền đông Trung Hoa". Không một ngôn ngữ chịu ảnh hưởng của Hán ngữ nào khác sử dụng tên gọi này. Nó có khả năng được "dịch" từ tên gọi của biển Hoa Đông trong một ngôn ngữ châu Âu nào đó (chẳng hạn tiếng Anh "East China Sea"), có thể là để tránh nhầm lẫn giữa "Đông Hải" (tên của biển Hoa Đông trong tiếng Trung) và "Biển Đông" của Việt Nam.

## Địa lý
Biển Hoa Đông được bao bọc bởi đảo Kyushu và quần đảo Nansei, phía nam giáp đảo Đài Loan và phía tây giáp Trung Quốc đại lục. Nó thông với Biển Đông ở phía nam qua eo biển Đài Loan và thông với biển Nhật Bản qua eo biển Triều Tiên, mở rộng lên phía bắc đến Hoàng Hải. Biển có diện tích là 1.249.000 km².
Biển Hoa Đông tiếp giáp với đường biển của các quốc gia (theo chiều kim đồng hồ từ phía Bắc) gồm Hàn Quốc, Nhật Bản, Trung Hoa Dân Quốc (Đài Loan) và Cộng hòa Nhân dân Trung Hoa.

## Sông
Sông lớn nhất đổ ra Biển Hoa Đông là Trường Giang (tức sông Dương Tử).

## Đảo và đá ngầm
- Quần đảo Senkaku: tranh chấp giữa Cộng hòa Nhân dân Trung Hoa, Trung Hoa Dân Quốc và Nhật Bản.
- Đảo Hải Tiêu.

Ở phía bắc biển Hoa Đông có một số rạn đá ngầm như:
- Đá ngầm Socotra (tiếng Triều Tiên: 이어도, Ieodo; tiếng Trung: 苏岩礁; Hán-Việt: Tô Nham tiêu; bính âm: Sūyán Jiāo): tranh chấp giữa Cộng hòa Nhân dân Trung Hoa và Hàn Quốc.
- Đá ngầm Hổ Bì (tiếng Trung: 虎皮礁; Hán-Việt: Hổ Bì tiêu; bính âm: Hǔpí Jiāo)
- Đá ngầm Áp (tiếng Trung: 鸭礁; Hán-Việt: Áp tiêu; bính âm: Yā Jiāo)

## Tranh chấp

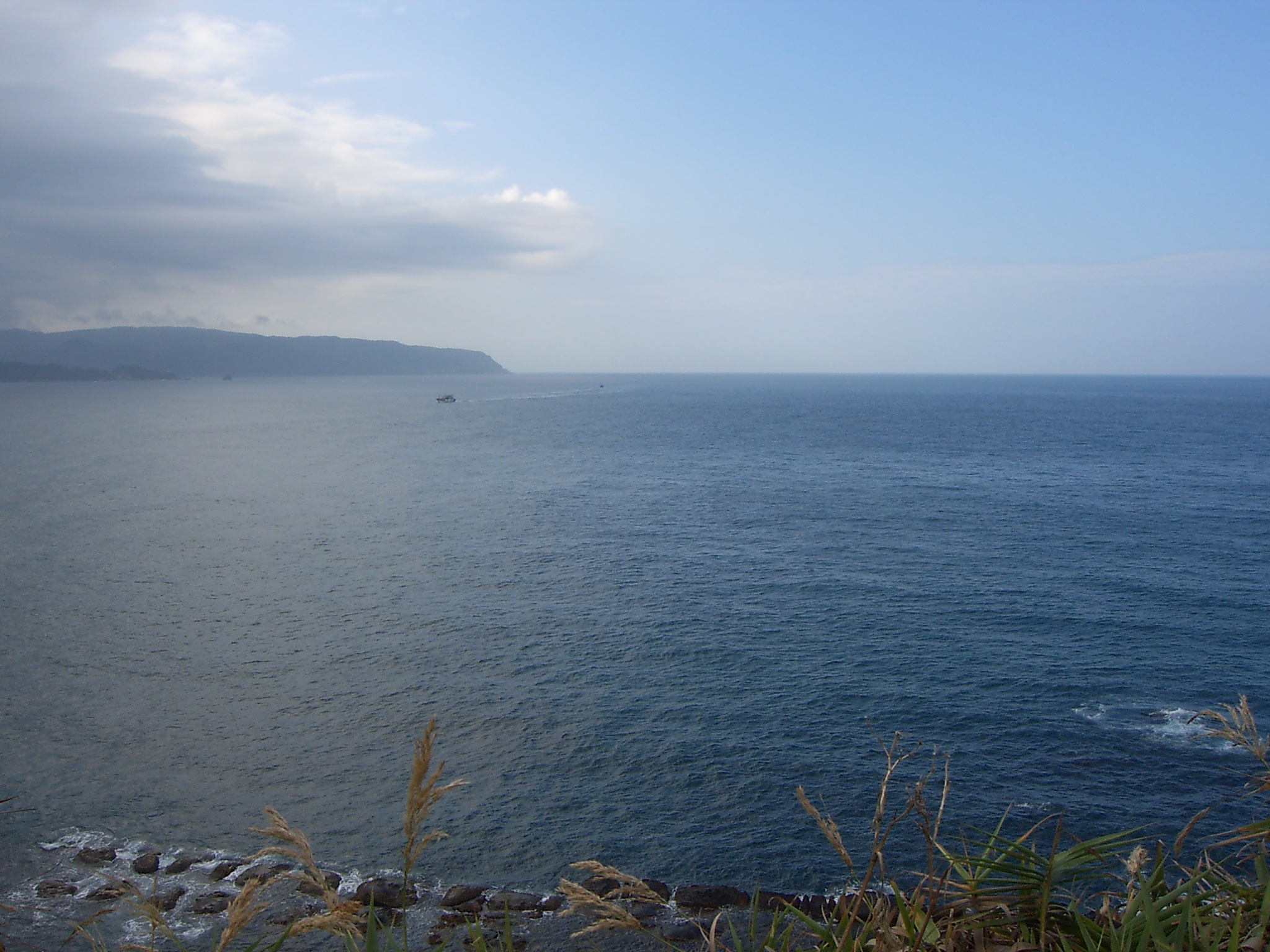
Biển Hoa Đông nhìn từ bờ biển Dã Liễu, Đài Loan

Tại Biển Hoa Đông có những vụ tranh chấp giữa Cộng hòa Nhân dân Trung Hoa, Nhật Bản và Hàn Quốc về phạm vi vùng đặc quyền kinh tế của mỗi quốc gia.
Tranh chấp giữa Trung Quốc với Nhật Bản liên qua tới nguồn khí thiên nhiên. Cộng hòa Nhân dân Trung Hoa gần đây đã phát hiện ra rằng tại đây tồn tại một mỏ khí thiên nhiên lớn dưới đáy biển Đông Hải, một phần của mỏ nằm trong phạm vi vùng đặc quyền kinh tế của Trung Quốc trong khi phần còn lại nằm trong vùng đặc quyền kinh tế đang tranh chấp giữa Nhật Bản và Cộng hòa Nhân dân Trung Hoa.
Theo Công ước Liên Hợp Quốc về Luật biển, Cộng hòa Nhân dân Trung Hoa tuyên bố vùng biển đang tranh chấp như là vùng đặc quyền kinh tế (EEZ) của mình do nó là phần mở rộng tự nhiên của thềm lục địa thuộc Cộng hòa Nhân dân Trung Hoa, trong khi Nhật Bản tuyên bố vùng biển đang tranh chấp như là vùng đặc quyền kinh tế của mình do nó nằm trong phạm vi 200 hải lý (370 km) từ bờ biển Nhật Bản.
Cộng hòa Nhân dân Trung Hoa đã cho lắp đặt thiết bị tại mỏ khí đốt Xuân Hiểu, nằm trong vùng đặc quyền kinh tế của mình và chỉ cách ranh giới của vùng đặc quyền kinh tế đang bị Nhật Bản tranh chấp trên 4 km, để khai thác khí thiên nhiên. Nhật Bản cho rằng mặc dù các thiết bị của mỏ hơi đốt Xuân Hiểu nằm ở mé Trung Quốc của đường trung tuyến mà chính quyền Tokyo coi như là ranh giới biển của hai phía, nhưng chúng có thể khoan vào các mỏ kéo dài tới vùng tranh chấp. Vì thế Nhật Bản đòi hỏi phải được ăn chia trong nguồn khí thiên nhiên này.
Tranh chấp giữa Trung Quốc và Hàn Quốc liên quan tới đá ngầm Socotra (32°07′22,63″B 125°10′56,81″Đ / 32,11667°B 125,16667°Đ), một rạn đá ngầm mà trên đó Hàn Quốc đã cho xây dựng một trạm nghiên cứu khoa học. Trong khi không một quốc gia nào tuyên bố đá ngầm này là lãnh thổ của mình thì Trung Quốc lại cho rằng các hoạt động của Hàn Quốc tại đây là vi phạm quyền chủ quyền của Trung Quốc trong vùng đặc quyền kinh tế của mình.